# Apeadeiro de Carvalhal
O Apeadeiro de Carvalhal foi uma interface do Ramal da Figueira da Foz, que servia a localidade de Carvalhal, no Distrito de Coimbra, em Portugal.

## História
Este apeadeiro situa-se no lanço entre as estações de Figueira da Foz e Vilar Formoso, que foi inaugurado em 3 de Agosto de 1882, pela Companhia dos Caminhos de Ferro Portugueses da Beira Alta.
O Ramal da Figueira da Foz foi encerrado ao tráfego ferroviário em 5 de Janeiro de 2009, por motivos de segurança. A operadora Comboios de Portugal organizou um serviço rodoviário de substituição, que foi terminado em 1 de Janeiro de 2012.